# Pietro Grossi
Pour les articles homonymes, voir Grossi.
Pietro Grossi, né le 15 avril 1917 à Venise, et mort le 21 février 2002 à Florence, est un compositeur, enseignant et violoncelliste italien du XXe siècle. Il est un des pionniers de la musique électronique en Italie.

## Biographie
Pietro Grossi est né le 15 avril 1917 à Venise. Après des études au Conservatoire de Bologne, où il a obtenu des diplômes en violoncelle et de composition, il a été engagé comme violoncelliste principal au Teatro Comunale à Florence (1936-1966), apparaissant souvent en tant que soliste dans des tournées et des concerts de musique moderne. Nommé professeur de violoncelle au Conservatoire de Florence en 1942, il a également enseigné à l'Université de l'Indiana - le violoncelle en 1956 et électronique.

## Œuvres
- 1961 Progretto 2-3.
- 1965 Battimenti
- 1969 Collage.
- 1980 Computer Music.
- 1985-90 Mixed Unicum.
- 1986 HomeArt.
- 1997 netOper@  (avec Sergio Maltagliati).
- 2001 neXtOper@ (inachevé).